# Gare de Nebukawa
La gare de Nebukawa (根府川駅, Nebukawa-eki) est une gare ferroviaire située dans la ville d'Odawara, dans la préfecture de Kanagawa au Japon. Elle est exploitée par la JR East.

## Situation ferroviaire
La gare de Nebukawa est située au point kilométrique (PK) 90,4 de la ligne principale Tōkaidō.

## Histoire
La gare a été inaugurée le 21 décembre 1922.

## Service des voyageurs

### Accès et accueil
La gare dispose d'un bâtiment voyageurs, avec guichet, ouvert tous les jours.

### Desserte
- Ligne principale Tōkaidō :

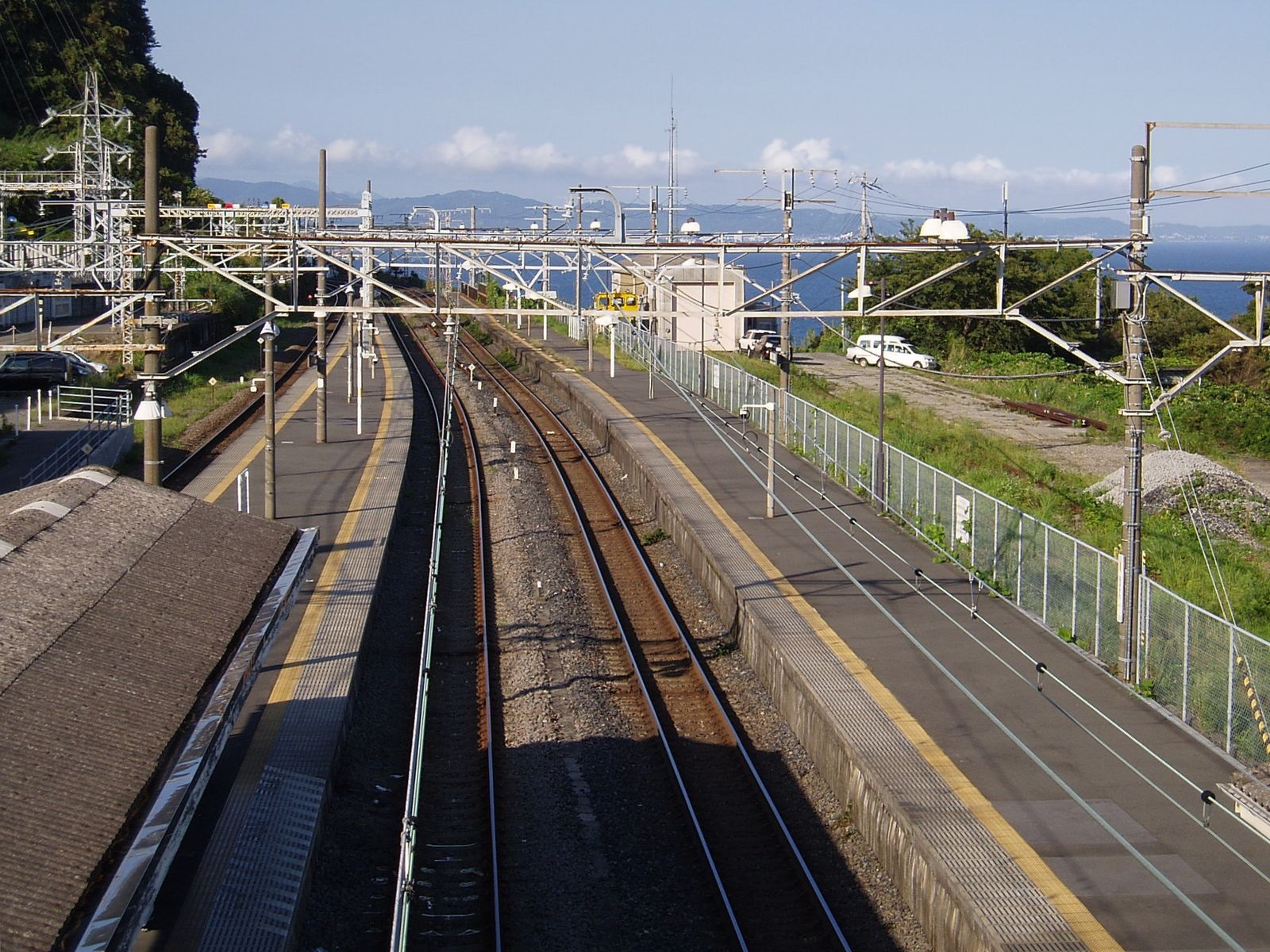
Vue des quais de la gare

  - voie 2 : direction Odawara, Yokohama, Tokyo et Ōmiya
  - voies 3 et 4 : direction Atami